# Plectrocerum
Plectrocerum är ett släkte av skalbaggar. Plectrocerum ingår i familjen långhorningar.
Kladogram enligt Catalogue of Life:
| Plectrocerum | \| \| Plectrocerum cribratum \| \| \| \| \| \| Plectrocerum spinicorne \| \| \| \| |
|              | \| \| Plectrocerum cribratum \| \| \| \| \| \| Plectrocerum spinicorne \| \| \| \| |
|              | Plectrocerum cribratum                                                             |
|              |                                                                                    |
|              | Plectrocerum spinicorne                                                            |
|              |                                                                                    |